# Stora Kärrsjön, Småland
Stora Kärrsjön är en sjö i Oskarshamns kommun i Småland och ingår i Viråns huvudavrinningsområde. Sjön har en area på 0,103 kvadratkilometer och ligger 48,1 meter över havet.

## Delavrinningsområde
Stora Kärrsjön ingår i det delavrinningsområde (635959-153712) som SMHI kallar för Mynnar i Virån. Medelhöjden är 46 meter över havet och ytan är 21 kvadratkilometer. Räknas de 7 avrinningsområdena uppströms in blir den ackumulerade arean 155,94 kvadratkilometer. Virån som avvattnar avrinningsområdet har biflödesordning 2, vilket innebär att vattnet flödar genom totalt 2 vattendrag innan det når havet efter 6,8 kilometer. Avrinningsområdet består mestadels av skog (92 %). Avrinningsområdet har 0,52 kvadratkilometer vattenytor vilket ger det en sjöprocent på 2,5 %.